# Carl Theodor Gans zu Putlitz
Carl Theodor Gans Edler Herr zu Putlitz (* 13. Juli 1788 in Groß Pankow; † 24. November 1848 ebenda) war ein deutscher Schriftsteller und Mitglied der Frankfurter Nationalversammlung.

## Leben
Carl Theodor war der älteste Sohn des Erbmarschalls und Gutsbesitzers Gerhardt Gans Edler Herr zu Putlitz (1742–1826) und dessen Ehefrau Juliane, geborene von Winterfeld (1756–1813). Sein jüngerer Bruder Eduard (1789–1881) war ebenso Erbmarschall und erbliches Mitglied des Preußischen Herrenhauses. 
Von 1808 bis 1812 studierte er Rechtswissenschaften an den Universitäten Universität Helmstedt, Georg-August-Universität Göttingen und Friedrich-Wilhelms-Universität Berlin. Von 1812 bis 1836 diente er gemeinsam mit seinem Bruder Albert Eduard Gans Edler Herr zu Putlitz als Verwalter auf dem väterlichen Gut in Mansfeld und von 1814 bis 1826 in Laaske, wo er auch seinen Wohnsitz hatte. Von 1826 bis zu seinem Tode 1858 war Gutsbesitzer auf Groß Pankow und Klein Langerwisch und wohnte dort.
Seit 1789 war er Domherr zu Brandenburg und seit 1845 Erbmarschall der Kurmark Brandenburg.
Er war vom 18. Mai 1848 bis zum 10. August 1848 Mitglied der Frankfurter Nationalversammlung. Er gehörte keiner Fraktion an, stimmte aber immer mit dem „Rechten Zentrum“. In der 91. Sitzung der Nationalversammlung vom 5. Oktober 1848, als es um die Abschaffung der Feudallasten ging, beantragte der Linke Abgeordnete Friedrich Wilhelm Schlöffel: „Die Nationalversammlung möge beschließen: Aufhebung aller Feudallasten ohne Entschädigung, sie mögen in baaren oder persönlichen Leistungen bestehen“. Von Putlitz forderte dagegen: „Die jenigen Rechte und Verpflichtungen, welche bei dem gutherrlichen Verhältnisse nur an die Person geknüpft sind, sollen ohne Entschädigung aufgehoben werden. Dasselbe gilt von den Berechtigungen der Städte, Pfarren, moralischen Personen, und insbesondere auch von deren Berechtigungen des Domanikalfiscus“.
Sein Nachfolger in der Nationalversammlung war Wilhelm Otto Liebmann.

## Werke
- System der Staatswirthschaft. Gleditsch, Leipzig 1826. Digitalisat
- Ueber Zucht und Veredelung feiner Schafe. Nicolai, Berlin 1834.[5]
- Der Nationalcharakter des preußischen Volkes und seine historische Entwickelung während des Königthumes. Hinrichs, Leipzig 1843. Digitalisat
- Religion und Kirche. Verlag der Horvaths̕chen Buchhandlung (Roell & Wegener.), Perleberg & Wittstock 1847.